# بوينا فيستا (جورجيا)
بوينا فيستا (بالإنجليزية: Buena Vista, Georgia)‏ هي مدينة تقع في مقاطعة ماريون، جورجيا بولاية جورجيا في الولايات المتحدة. تبلغ مساحة هذه المدينة 8.5 (كم²)، وترتفع عن سطح البحر 219 م، بلغ عدد سكانها 1664 نسمة في عام 2010 حسب إحصاء مكتب تعداد الولايات المتحدة.

## أعلام
- لوثر إتش ستوري
- ويليام ستانلي ويست
- جوش جيبسون

## وصلات خارجية
- Cities & Counties - Georgia.gov